# Buczek (wieś w województwie świętokrzyskim)
Buczek – wieś sołecka w Polsce położona w województwie świętokrzyskim, w powiecie sandomierskim, w gminie Dwikozy.
W latach 1975–1998 miejscowość administracyjnie należała do województwa tarnobrzeskiego.

## Historia
Buczek wieś w powiecie opoczyńskim. W połowie XV w. dziedzicem był Jan herbu Odrowąż. Łany kmiece dają dziesięcinę magistrom Akademii Krakowskiej (Długosz L.B. t.I s.508).